# Cindy Rarick
Cindy Rarick (Glenwood, 12 september 1959) is een Amerikaanse golfprofessional. Ze was van 1985 tot 2009 actief op de LPGA Tour. Ze debuteerde in 2005 op de Legends Tour.

## Loopbaan
Als een golfamateur won Rarick enkele golftoernooien waaronder het Hawaii Women’s Match Play Championship en het Hawaii Stroke Play Championship.
In 1984 behaalde Rarick op de LPGA Final Qualifying Tournament een 45ste plaats en ze kwalificeerde zich voor de LPGA Tour waar ze haar debuut maakte.
Voordat Mucha debuteerde op de LPGA Tour, in 1987, golfde ze op de Futures Tour waar ze zes golftoernooien won. In 1987 behaalde ze haar eerste en tweede LPGA-zege door het Tsumura Hawaiian Ladies Open en de LPGA Corning Classic te winnen. In 1991 behaalde ze haar vijfde en laatste LPGA-zege door de Northgate Computer Classic te winnen nadat ze de play-off won van Jody Anschutz en Beth Daniel. In 2009 golfde ze haar laatste seizoen op de LPGA Tour.
In 2005 maakte Rarick haar debuut op de Legends Tour. Ze behaalde in haar eerste golfseizoen haar eerste Legends-zege door het BJ's Charity Championship te winnen.

## Erelijst

### Amateur
- 1977: Arizona State Junior Championship
- 1978: Hawaii Women's Match Play Championship
- 1979: Hawaii Women's Stroke Play Championship

### Professional
LPGA Tour
| Nr. | Datum            | Toernooi                           | Score           | Score         | Info                                             |
| --- | ---------------- | ---------------------------------- | --------------- | ------------- | ------------------------------------------------ |
| 1   | 21 februari 1987 | Tsumura Hawaiian Ladies Open       | 69-71-67=207    | –9            |                                                  |
| 2   | 31 maart 1987    | LPGA Corning Classic               | 70-69-69-67=275 | –13           |                                                  |
| 3   | 14 mei 1989      | Chrysler-Plymouth Classic          | 70-72-72=214    | –5            |                                                  |
| 4   | 20 mei 1990      | Planters Pat Bradley International | 25 (3-4-12-6)   | 25 (3-4-12-6) | Stablefordtelling                                |
| 5   | 18 augustus 1991 | Northgate Computer Classic         | 75-68-68=211    | –13           | Won de play-off van Jody Anschutz en Beth Daniel |

Legends Tour
- 2005: BJ's Charity Championship (met Jan Stephenson; gelijkspel met Patty Sheehan & Pat Bradley)

## Teamcompetities
Professional
- Handa Cup ( USA): 2006 (winnaars), 2007 (winnaars), 2008 (winnaars), 2009 (winnaars), 2010 (winnaars), 2011 (winnaars), 2012 (gelijkspel), 2013